# Sorzano
Sorzano är en kommun i Spanien.  Den ligger i den autonoma regionen La Rioja i norra delen av landet, 240 km nordost om huvudstaden Madrid. Antalet invånare är 217 (2024).